# Bernaya
Bernaya is een geslacht van uitgestorven weekdieren uit de klasse van de Gastropoda (slakken). Exemplaren van dit geslacht zijn slechts als fossiel bekend.

## Soorten
- Bernaya angystoma (Deshayes, 1835) †
- Bernaya media (Deshayes, 1835) †
- Bernaya sixi Pacaud & Robert, 2016 †
- Bernaya zoiloides Schilder, 1958 †